# Craig J. Hawker
Craig Jon Hawker (* 11. Januar 1964 in Australien) ist ein australischer Chemiker (Makromolekulare Chemie).
Hawker studierte ab 1981 Chemie an der University of Queensland mit dem Bachelor-Abschluss und an der Universität Cambridge, an der er bei Alan Battersby mit einer Arbeit über die Biosynthese von Vitamin B 12 promoviert wurde. Als Post-Doktorand war er bei Jean Fréchet an der Cornell University und ab 1990 Queen Elizabeth II Research Fellow an der University of Queensland. Er war ab 1993 am IBM Almaden Research Center in San José und ist seit 2004 Professor an der University of California, Santa Barbara. Er ist dort Direktor des California Nanosystem Institute und ist Ko-Direktor des Materials Research Lab. Er hat den Alan and Ruth Heeger Chair in Interdisciplinary Science und ist Clarke Professor.
Seine Gruppe entwickelte unter anderem eine metallfreie Atom Transfer Radical Polymerization (statt einem metallischen Katalysator wird eine organische photoaktive Substanz verwendet, so dass damit auch der Aufbau dreidimensionaler Strukturen mit Photomasken möglich ist), metallfrei mit Lichteinwirkung katalysierte Endketten-Modifikationsverfahren für Polymere, funktionale Polyether, Polymere für die Freisetzung von Medikamenten und neuartige nichtplanare Bausteine für Polymere in der Elektronik.
2013 erhielt er den ACS Award in Polymer Chemistry und 2012 den Centenary Prize der Royal Society of Chemistry. Er ist Fellow der American Association for the Advancement of Science (2015), der American Academy of Arts and Sciences (2018), der National Academy of Engineering (2021), der National Academy of Sciences (2022), der National Academy of Inventors, Fellow der American Chemical Society und der Royal Society (2010). 1994 bis 2004 gehörte er zu den Top 100 der meistzitierten Chemiker bei Thomson Reuters.
Er ist Mitherausgeber des Journal of Polymer Science A: Polymer Chemistry.

## Schriften
- mit Jean Frechet: Preparation of polymers with controlled molecular architecture. A new convergent approach to dendritic macromolecules, J. Am. Chem. Soc., Band 112, 1990, S. 7638–7647
- mit R. Lee, J. Frechet: One-step synthesis of hyperbranched dendritic polyesters, J. Am. Chem. Soc., Band 113, 1991, S. 4583–4588
- mit Thomas H. Mourey, S.R. Turner, Michael Rubinstein, Jean Fréchet, Karen L. Wooley: Unique behavior of dendritic macromolecules: intrinsic viscosity of polyether dendrimers, Macromolecules, Band 25, 1992, S. 2401–2406
- mit Karen Wooley, Jean Frechet: Unimolecular micelles and globular amphiphiles: dendritic macromolecules as novel recyclable solubilization agents, J. Chem. Soc., Perkin Transactions 1, 1993, S. 1287–1297
- mit P. Mansky u. a.: Controlling polymer-surface interactions with random copolymer brushes, Science, Band 275, 1997, S. 1458–1460
- mit Didier Benoit u. a.: Development of a universal alkoxyamine for “living” free radical polymerizations, J. Am. Chem. Soc., Band 121, 1999, S. 3904–3920
- mit Marc Husseman u. a.: Controlled synthesis of polymer brushes by “living” free radical polymerization techniques, Macromolecules, Band 32, 1999, S. 1424–1431
- mit Thomas Thurn-Albrecht u. a.: Nanoscopic templates from oriented block copolymer films, Advanced Materials, Band 12, 2000, S. 787–791
- mit Anton W. Bosman, Eva Harth: New polymer synthesis by nitroxide mediated living radical polymerizations, Chemical Reviews, Band 101, 2001, S. 3661–3688
- mit Peng Wu, J. Frechet, K. Barry Sharpless, Valery Fokin u. a.: Efficiency and Fidelity in a Click‐Chemistry Route to Triazole Dendrimers by the Copper (I)‐Catalyzed Ligation of Azides and Alkynes, Angewandte Chemie, Int. Ed., Band 116, 2004, S. 4018–4022
- mit Karen L. Wooley: The convergence of synthetic organic and polymer chemistries, Science, Band 309, 2005, S. 1200–1205
- mit R. K. O’Reilly, Karen Wooley: Cross-linked block copolymer micelles: functional nanostructures of great potential and versatility, Chemical Society Reviews, Band 35, 2006, S. 1068–1083
- mit Kato Killops, Luis Campos: Robust, efficient, and orthogonal synthesis of dendrimers via thiol-ene “click” chemistry, J. Am. Chem. Soc., Band 130, 2008, S. 5062–5064
- mit Rhiannon K. Iha, Andreas M. Nystrom, Daniel J. Burke, Matthew J. Kade, Karen Wooley: Applications of orthogonal “click” chemistries in the synthesis of functional soft materials, Chemical Reviews, Band 109, 2009, S. 5620–5686
- mit C. Y. Chiu u. a.: Twisted but Conjugated: Building Blocks for Low Bandgap Polymers, Angewandte Chemie, Int. Ed., Band 53, 2014, S. 3996–4000.
- mit N. J. Treat u. a.: Metal-free atomi transfer radical polymerization, J. Am. Chem. Soc., Band 136, 2014, S. 16096–16101
- mit A. J. McGrath u. a.: Synthetic strategy for preparing chiral double-semicrystalline polyether block copolymers, Polymer Chem., Band 6, 2014, S. 1465–1473
- mit J. Niu u. a.: Engineering live cell surfaces with functional polymers via cytocompatible controlled radical polymerization, Nature Chemistry 2017
- mit D. J. Lunn u. a.: Established and emerging strategies for polymer chain-end modification, J. Polymer Science A, 2017